# Wijkia hornschuchii
Wijkia hornschuchii är en bladmossart som beskrevs av H. Crum 1971. Wijkia hornschuchii ingår i släktet Wijkia och familjen Sematophyllaceae. Inga underarter finns listade i Catalogue of Life.